# 蓝春桃
蓝春桃（1975年—），广西大化人，瑶族，中华人民共和国政治人物、第十二届全国人民代表大会广西地区代表。
毕业于广西师范大学英语教学论。2013年，担任全国人大代表。